# Локомотив (Челябінськ)
Футбольний клуб «Локомотив» (Челябінськ) або просто «Локомотив» (рос. Футбольный клуб «Локомотив» Челябинск) — радянський футбольний клуб з міста Челябінськ.

## Хронологія назв
Хронологія назв футбольних команд з Челябінську.
- 1937—1945: «Трактор» (Челябінськ)
- 1946—1952: «Дзержинець» (Челябінськ)
- 1953—1956: «Авангард» (Челябінськ)
- 1957—1987: «Локомотив» (Челябінськ)

## Історія
Історія футболу в Челябінську за часів СРСР.
Футбольна команда «Трактор» була заснована в 1937 році в місті Челябінськ. Футбольний колектив представляв Кіровський (Челябінський) тракторний завод. У 1937—1938 роках команда виступала в розіграшах кубку СРСР. У 1945 році клуб дебютував у другій групі чемпіонату СРСР.
З 1946 року місто в чемпіонатах СРСР презентувала команда «Дзержинець» (Челябінськ). У 1947 та 1948 роках ставав переможцем своєї групи, проте в фінальних турнірах вибороти путівку до Вищої ліги не зумів.
З 1953 по 1956 роки Челябінськ у чемпіонатах та Кубку СРСР представляв «Авангард».
У 1957 році було створено новий клуб «Локомотив» (Челябінськ) ініціатором заснування якого виступила Південно-Уральська залізниця, команда зайняла місце свого попередника в Класі «Б». Декілька сезонів фінішував у середині турнірної таблиці першості, а в 1960 році у своїй групі посів 3-є місце. Наступного року втретє виграв свою групу, проте до вищого дивізіону вийти не зумів. У 1962 році стали віце-чемпіоном групи, поступившись свердловському «Уралмашу».
У 1970 році після чергової реформи футбольних ліг СРСР опинився в Другій групі А, підгрупи 3. У 1974 році посів останнє 18-е місце в чемпіонаті й втратив своє місце в професіональних змаганнях. Після цього команда виступала у чемпіонаті Челябінської області. У 1980 році команда знову стартувала в Другій лізі, групі 2. У 1982 році знову виграла свою групу, проте в фінальному турнірі не зуміла вибороти путівку до Першої ліги. Наступного року челябінський колектив став віце-чемпіоном, проте поступився можливістю підвищитися в класі куйбишевським «Крилам Рад». По завершенні сезону 1987 року, в якому посів останнє 17-е місце в чемпіонаті, клуб було розформовано.

## Досягнення
- Друга група СРСР
  -  Чемпіон (3): 1947, 1948, 1961

- Кубок СРСР
  - 1/8 фіналу (1): 1964

## Статистика виступів

### Чемпіонат
| Рік  | Турнір                                                                       | Місце | Іг | В  | Н  | П  | Г     | О  |
| ---- | ---------------------------------------------------------------------------- | ----- | -- | -- | -- | -- | ----- | -- |
| 1957 | Чемпіонат СРСР з футболу, клас «Б», 3-а зона                                 | 11    | 30 | 6  | 10 | 14 | 22-37 | 22 |
| 1958 | Чемпіонат СРСР з футболу, клас «Б», 3-а зона                                 | 5     | 30 | 14 | 9  | 7  | 55-36 | 37 |
| 1959 | Чемпіонат СРСР з футболу, клас «Б», 6-а зона                                 | 10    | 26 | 7  | 6  | 13 | 34-40 | 20 |
| 1960 | Чемпіонат СРСР з футболу, клас «Б», РРФСР, 4-а зона                          | 3     | 28 | 15 | 8  | 5  | 51-24 | 38 |
| 1961 | Чемпіонат СРСР з футболу, клас «Б», РРФСР, Фінал                             | 4     | 5  | 2  | 0  | 3  | 5-5   | 4  |
| 1962 | Чемпіонат СРСР з футболу, клас «Б», РРФСР, 4-а зона                          | 2     | 30 | 17 | 6  | 7  | 61-27 | 40 |
| 1963 | Чемпіонат СРСР з футболу, друга група «А»                                    | 13    | 34 | 7  | 15 | 12 | 23-36 | 29 |
| 1964 | Чемпіонат СРСР з футболу, друга група «А», Турнір за 1-14 місця              | 8     | 26 | 8  | 9  | 9  | 22-22 | 25 |
| 1965 | Чемпіонат СРСР з футболу, друга група «А», Турнір за 1-16 місця              | 16    | 30 | 4  | 10 | 16 | 21-43 | 18 |
| 1966 | Чемпіонат СРСР з футболу, друга група «А», Підгрупа 3                        | 7     | 34 | 12 | 11 | 11 | 35-26 | 35 |
| 1967 | Чемпіонат СРСР з футболу, друга група «А», Підгрупа 3                        | 12    | 36 | 9  | 13 | 14 | 37-33 | 31 |
| 1968 | Чемпіонат СРСР з футболу, друга група «А», Підгрупа 3                        | 6     | 40 | 15 | 15 | 10 | 40-32 | 45 |
| 1969 | Чемпіонат СРСР з футболу, друга група «А», Підгрупа 2, турнір за 13-24 місця | 15    | 34 | 13 | 8  | 13 | 26-27 | 34 |
| 1970 | Чемпіонат СРСР з футболу, друга група «А» СРСР, 3 зона                       | 19    | 42 | 8  | 16 | 18 | 40‑45 | 32 |
| 1971 | Чемпіонат СРСР з футболу, друга ліга, 5 зона                                 | 10    | 34 | 10 | 12 | 12 | 40‑35 | 32 |
| 1972 | Чемпіонат СРСР з футболу, друга ліга, 6 зона                                 | 12    | 36 | 13 | 11 | 12 | 36‑40 | 50 |
| 1973 | Чемпіонат СРСР з футболу, друга ліга, 5 зона                                 | 10    | 32 | 10 | 5  | 17 | 33‑43 | 23 |
| 1974 | Чемпіонат СРСР з футболу, друга ліга, 5 зона                                 | 18    | 34 | 5  | 5  | 24 | 23‑64 | 15 |
| 1980 | Чемпіонат СРСР з футболу, друга ліга, 2 зона                                 | 4     | 34 | 17 | 12 | 5  | 45‑21 | 46 |
| 1981 | Чемпіонат СРСР з футболу, друга ліга, 2 зона                                 | 2     | 32 | 16 | 10 | 6  | 44‑26 | 42 |
| 1982 | Чемпіонат СРСР з футболу, друга ліга, 2 зона                                 | 1     | 32 | 21 | 6  | 5  | 71‑29 | 48 |
| 1982 | Чемпіонат СРСР з футболу, друга ліга, Фінал 3                                | 3     | 4  | 1  | 0  | 3  | 2‑7   | 2  |
| 1983 | Чемпіонат СРСР з футболу, друга ліга, 2 зона                                 | 3     | 28 | 13 | 8  | 7  | 41‑23 | 34 |
| 1984 | Чемпіонат СРСР з футболу, друга ліга, 2 зона                                 | 6     | 32 | 19 | 1  | 12 | 62‑48 | 39 |
| 1985 | Чемпіонат СРСР з футболу, друга ліга, 2 зона                                 | 8     | 28 | 10 | 7  | 11 | 44‑51 | 27 |
| 1986 | Чемпіонат СРСР з футболу, друга ліга, 2 зона                                 | 14    | 32 | 8  | 9  | 15 | 31‑43 | 25 |
| 1987 | Чемпіонат СРСР з футболу, друга ліга, 2 зона                                 | 17    | 32 | 8  | 2  | 22 | 23‑58 | 18 |

### Кубок
| Рік     | Турнір                                        | Місце | Іг | В | Н | П | Г    |
| ------- | --------------------------------------------- | ----- | -- | - | - | - | ---- |
| 1957    | Кубок СРСР, 3 зона                            | 1/32  | 3  | 2 | 0 | 1 | 5‑4  |
| 1958    | Кубок СРСР, 5 зона                            | 1/64  | 3  | 1 | 1 | 1 | 8‑8  |
| 1959/60 | Кубок СРСР, 6 зона                            | 1/64  | 2  | 1 | 0 | 1 | 0‑2  |
| 1961    | Кубок СРСР, 5 зона                            | 1/64  | 1  | 0 | 0 | 1 | 1‑2  |
| 1962    | Кубок СРСР, РРФСР, 4 зона                     | 1/16  | 5  | 4 | 0 | 1 | 7‑4  |
| 1963    | Кубок СРСР, Фінал                             | 1/32  | 3  | 0 | 2 | 1 | 4‑6  |
| 1964    | Кубок СРСР, Фінал                             | 1/8   | 3  | 2 | 0 | 1 | 5‑6  |
| 1965    | Кубок СРСР, Фінал                             | 1/32  | 1  | 0 | 0 | 1 | 0‑1  |
| 1965/66 | Кубок СРСР, Фінал                             | 1/8   | 4  | 3 | 0 | 1 | 15‑5 |
| 1966/67 | Кубок СРСР, Фінал                             | 1/16  | 3  | 2 | 0 | 1 | 1‑2  |
| 1967/68 | Кубок СРСР, Фінал                             | 1/128 | 1  | 0 | 0 | 1 | 0‑4  |
| 1968/69 | Кубок СРСР, Друга група класу «А», 2 підгрупа | 1/128 | 1  | 0 | 0 | 1 | 1‑2  |
| 1970    | Кубок СРСР, 3 зона другої групи класу «А»     | 1/64  | 3  | 1 | 1 | 1 | 3‑5  |

## Відомі гравці
- Борис Ребянський
- Геннадій Єпішин
- Петро Шубін
- Фаїль Міргаїмов
- Олександр Одноперов
- Михайло Бондарєв
- Марат Мінибаєв
- Борис Копейкін

## Відомі тренери
- Пономарьов Олександр Опанасович (1957, по липень)
- Женішек Георгій Володимирович (липень 1957 — травень 1958)
- Самарін Микола Олександрович (травень 1958—1963, 1980—1981)
- Палиска Микола Йосипович (1964, по травень)
- Бєлов Віктор Петрович (травень 1964—1966)
- Бондін В. А. (1967—1968, 1971—1972)
- Соложенкін Валерій Михайлович (1969)
- Абрамов Борис Михайлович (1970)
- Гур'янов В. П. (1973—1974)
- Знарок Валерій Петрович (1982)
- Сальніков Валерій Олександрович (1983)
- Шафігулін Михайло Григорович (1984, по червень)
- Чернов А. М. (червень 1984 — липень 1985)
- Цигуров А. Ф. (1985, з липня)
- Ловчев Євгеній Серафимович (1986—1987)
- Новіков П. Н. (1987)